# The Rob Hoeke Rhythm & Blues Group
De Rob Hoeke Rhythm & Blues Group was een Nederlandse muziekgroep onder leiding van Rob Hoeke. De band was onder deze naam actief tussen 1965 en 1972. 
Rob Hoeke begon zijn Rhythm And Blues Group in de loop van 1965. In de tijd daarvoor maakte hij furore met zijn The Rob Hoeke Boogie Woogie Quartet. De eerste versie van de R & B Group bestond, naast Rob Hoeke (piano, orgel, mondharmonica & zang) uit Paul Hoeke (drums. broer van Rob), Frans Hoeke (zang, slaggitaar en neef van Rob) en Kees Kuypers (basgitaar). In het begin van 1966 wordt de groep uitgebreid met John Schuursma (gitaar). Kees Kuypers wordt in de loop van 1966 opgevolgd door Willem Schoone (basgitaar & zang). Wanneer Paul Hoeke in datzelfde jaar vertrekt, wordt hij opgevolgd door Martin Rudelsheim. In die samenstelling neemt de groep in 1967 het album Save Our Souls op, dat tegenwoordig unaniem als een Nederpopklassieker wordt beschouwd. Van het album worden twee singles getrokken, waarvan Drinking On My Bed in mei 1968 de elfde positie in de Veronica Top-40 bereikt.
Tot 1972 waren er vele bezettingswijzigingen met als meest prominente namen Jan Vennik (sax en fluit), Jaap Jan Schermer (Drums), Guus Willemse (basgitaar) en Wil de Meijer (gitaar).

## Discografie
- Save our Souls (LP, Philips, 1967)
- Celsius 232,8  (LP, Philips, 1969)

## Nederlandse Top 40
| Single met eventuele hitnotering(en) in de Nederlandse Top 40 | Datum van verschijnen | Datum van binnenkomst | Hoogste positie | Aantal weken | Opmerkingen |
| ------------------------------------------------------------- | --------------------- | --------------------- | --------------- | ------------ | ----------- |
| Margio                                                        |                       | 25-06-1966            | 15              | 12           |             |
| When People Talk                                              |                       | 22-10-1966            | 31              | 4            |             |
| What Is Soul                                                  |                       | 13-05-1967            | 32              | 5            |             |
| Baby Don't Go                                                 |                       | 26-08-1967            | tip8            | -            |             |
| Drinking on My Bed                                            |                       | 16-03-1968            | 11              | 9            |             |
| Try to Realize                                                |                       | 25-05-1968            | tip7            | -            |             |
| Lying in the Grass                                            |                       | 02-11-1968            | tip10           | -            |             |
| Double Cross Woman                                            |                       | 01-11-1969            | tip16           | -            |             |
| Next World War                                                |                       | 11-07-1970            | tip20           | -            |             |
| Everybody Tries                                               |                       | 27-02-1971            | 30              | 3            |             |
| That's the Boogie                                             |                       | 09-10-1971            | tip23           | -            |             |
| Gettin' Higher                                                |                       | 07-04-1973            | tip23           | -            |             |

## NPO Radio 2 Top 2000
| Nummers met noteringen in de NPO Radio 2 Top 2000 | '00  | '01  | '02  | '03-'04 | '05  |
| ------------------------------------------------- | ---- | ---- | ---- | ------- | ---- |
| Drinking on My Bed                                | 1317 | -    | -    | -       | -    |
| Margio                                            | 1072 | 1487 | 1820 | -       | 1951 |

1. ↑  Een '-' betekent dat het nummer niet was genoteerd en een vetgedrukt getal geeft de hoogste notering van een nummer aan.
2. ↑  2000 was het eerste jaar met een notering voor The Rob Hoeke Rhythm & Blues Group.
3. ↑  Deze tabel is bijgewerkt tot en met de laatste editie (2024).